# Svidina
Svidina (Periploca) je rod rostlin patřící do čeledi toješťovitých (Apocynaceae).

## Použití
Druhy svidina obecná a svidina plotní lze v ČR použít jako okrasné rostliny. Jako popínavá dřevina se hodí k rychlému a souvislému porůstání zdí, besídek a pergol.